# 沙德格苏木
沙德格苏木，是中华人民共和国内蒙古自治区巴彦淖尔市乌拉特前旗下辖的一个苏木。
2012年1月20日，内蒙古自治区人民政府批复同意从额尔登布拉格苏木划出部分区域，设置沙德格苏木，沙德格苏木辖呼和温都尔、沙德格、海流斯太、毕克梯4个嘎查，苏木政府驻呼和温都尔。

## 行政区划
沙德格苏木下辖以下村级行政区划单位：
海流斯太嘎查、沙德盖嘎查、呼和温都尔嘎查和毕克梯嘎查。